# Стари градски песни
Стари градски песни е жанр от българския песенен фолклор, развил се в началото на ХХ век, но придобил изключителна популярност в средата на века. Песните от този жанр са били изключително популярни и модерни в България по това време, като често са определяни като шлагери. Композиторите Мильо Басан и особено Йосиф Цанков имат съществен принос за развитието на жанра. Академик Николай Кауфман събира и издава в три тома сборника си „1500 български градски песни“.
Тематиката на жанра е най-често битова, хумористична и любовна.
Емблематично място за изпълнение на стари градски песни и шлагери е създаденият през 1992 г. фестивал „Златен кестен“ в Петрич, който е международен и се провежда всяка есен. Стартирал като фестивал на българската градска песен, той бързо се превръща в значимо събитие, а от 1997 г. се провежда и конкурс за авторска песен в стила на старите шлагери. От 2005 г. фестивалът е международен, като се превръща в сцена за популярната музика като цяло. В журито му са били много известни личности, сред които: Николай Кауфман, Вили Казасян, Дечо Таралежков, Константин Драгнев, Маргрет Николова, Евтим Евтимов, Тончо Русев, Христо Любенов – Шани и др.

## Известни изпълнители
- Аспарух Лешников
- Ангел Сладкаров
- Георги Бейков
- Ваня Цокова
- Маргрет Николова
- Николай Любенов
- Петър Петров
- Трио „Вароша“
- Трио „Бо Бо Бо“
- Група „Рамона“ – Стара Загора
- Мария Михайлова
- Георги Рафаилов
- Георги Русев
- Георги Германов
- Георги Шаранков
- Група „Георги Шаранков“
- Ирина Чмихова
- Оркестър „Гамбринус“
- Оркестър „Канарите“
- Стефан Куцаров
- Емил Колев
- Емилия Венева и Цветан Николов
- Кольо Колев
- Стоян Миленков
- Мария Петрова
- Хисарския поп[3]
- Веска Марешка[4]
- Иван Ненов (част от дует „Амбра“ с Веска Марешка)
- Сестри Аджови
- Костадин Гугов
- Екатерина Ванкова
- Формация „Екатерина Ванкова“
- Милка Янакиева
- Надежда Сотирова
- Янаки Кавръков
- Христина Ботева
- Йонка Сливенска
- Михаил Методиев
- Тодор Върбанов
- Бони Милчева
- Христо Кидиков
- Ваня Шушкова
- Мими Таларкова

## Популярни заглавия
- Ах, прости ми, ой, душице
- Аз искам да те забравя
- Аз не искам големи богатства
- Аз симпатия си имах
- Аз съм Гошо Хубавеца
- Аз съм мома англичанка
- Ако зажалиш някой ден
- Анастасия
- Апаши
- Измама и лъжа
- Еделвайс
- Иска ми се да живея
- За да има голяма любов
- За нашата раздяла
- Заспали чувства
- Защо мълчиш
- Заточеници
- Диана
- Двата бука
- Две китари
- Жана
- Я кажи ми, облаче ле бяло
- Бели ружи
- Един е моят грях
- Грях
- Първи грях
- Горчиво кафе
- Гърди си с рози накити
- Гурбетчия
- Докле е младост
- Две съседки
- Да бродя вечно сам
- Драгиева чешма
- Отрова си ти
- Катунари
- Керванът
- Кажи, кажи, малай моме
- Лиляно, моме
- Лунна нощ
- Летете, буйни младини
- Льох, льох, лили льох
- Целувката на Ана
- Циганка една
- Градил Илия килия
- Черен влак се композира
- Черна мъка
- Тригодишна мъка (Я подай ми, мила мамо, синьото елече)
- Тъжна приказка
- Тази вечер Калоян пирува
- Ти си ми бога, ти си ми царя
- Танцувай, циганко
- Ти открадна ми сърцето
- Ти жесток си
- Трендафилът мирише
- Ти помниш ли оная тъжна есен
- Тихо полъхва вечерник прохладен
- Тежък камък ми е паднал
- Тумба ла лайка
- Белите манастири
- В градината на моята душа
- В сладкарничката малка
- Вечна тайна е любовта
- В мойта бедна стая
- В тая стара кръчма
- Вярваш ли ти на жени
- Весела компания
- Канят ме, мамо
- Красив роман е любовта
- Очите ти са тъмни като Волга
- Облаци бездомни
- Спи, моя малка сеньорита
- Само бръчки (Не дълбай с длетото тънко)
- Свири, циганино клети
- Свири нощната фъртуна
- Спомен
- Само ти, сърце, си ми приятел
- Сънувах те до мене
- Спомена, що остави ми
- Сладуно, моме
- Сложи главата си
- Стани ми, стани, що ми сладко спиш
- Сняг се сипе над гората
- Страстно обичам жените
- Самотна къщичка
- О, спомняте ли си, госпожо
- Обичам всички жени прекрасни
- Морен орачът из нивата сееше
- Мила мамо, напиши ми
- Младост
- Май ли беше или юни
- Мариана
- Мария
- Майчино сърце
- Минаха години
- Моряците се връщат от Черното море
- Много се време веч мина
- Мъжки сълзи
- Вишните цъфтяха
- Намико
- На тежко вино
- Не чакай ме
- Недей тъгува
- Нощта заспива, пустей кръчмата
- Нощта ни бе заварила в гората
- Не знаеш ти да любиш (Кажи ми, ти знаеш ли да любиш)
- Неразделни (Стройна се калина вие)
- Нито сълза не ще пророня
- Ний всички сме деца
- Разлъка
- Реших да се оженя
- Разказват стари времена
- Пей ми песен за душата
- Печални хризантеми
- Петли пропяха
- Продадена любов
- Прости, в живота пречка си ми ти
- По райските долини
- Пролет иде
- Първа обич
- Червени устни
- Две сълзи
- Две сълзи пролей
- Бе тъжна нощ
- Безумно ледено сърце
- Белокаменна чешма
- Дете на моите години
- Хайде да бягаме
- Хубава си, моя горо
- Хавайски нощи
- Ела с мен в Хавай
- Шепота на вълните
- Щастието идва сал веднъж
- Щом пролетта настъпи
- Ла кукарача
- Ла палома[5]